# 毕易榕
毕易榕（1996年—），浙江杭州人，中国女子游泳运动员。她曾获得2014年亚洲运动会游泳比赛女子800米自由泳金牌。2016年1月，她加入了密歇根大学游泳队。